# Microglanis cottoides
Microglanis cottoides is een straalvinnige vissensoort uit de familie van de antennemeervallen (Pseudopimelodidae). De soort is voor het eerst wetenschappelijk beschreven in 1891 door George Albert Boulenger, die er de naam Pimelodus cottoides aan gaf. De vis werd ontdekt door Hermann von Ihering en Sebastian Wolff in de Braziliaanse provincie Rio Grande do Sul.